# Gnadenwalder Straße
De Gnadenwalder Straße (L225) is een 7,25 kilometer lange Landesstraße (lokale weg) in het district Innsbruck Land in de Oostenrijkse deelstaat Tirol. De weg is een zijweg van de Dörferstraße (L8) en zorgt voor een verbinding vanuit Absam (632 m.ü.A.) met de kerkdorpen St. Martin en St. Michael van de gemeente Gnadenwald (879 m.ü.A.).